# Velika nagrada 1. svibnja – Memorijal Damira Zdrilića
Velika nagrada 1. svibnja – Memorijal Damira Zdrilića je godišnje natjecanje u biciklizmu u Hrvatskoj, koje se održava kod Zadra.
U kalendaru je Hrvatskog biciklističkog saveza.
Organizira ga biciklistički klub Zadar.

## Povijest
Održava se od 1960. godine. Od 2000. se godine vozi u spomen na poginulog branitelja Domovinskog rata Damira Zdrilića, člana biciklističkog kluba Zadra.

## Dionice utrke
Utrka se održava na zadarskom Dračevcu, točnije na prometnicama koje spajaju Ploču, Dračevac i Babindub: biciklisti se uspinju na Dračevac, prolaze uske zavoje iznad kamenoloma kod Bibinja, voze oštar spustnu dionicu prema Babindubu a na Ploči se nalazi brdski cilj.
Ukupno se natječe u jedanaest kategorija. Za nekoliko se kategorija rezultati boduju za Kup Hrvatske.